# Ермин Велић
Ермин Велић (Јајце, 1. април 1959) бивши је југословенски рукометаш.

## Каријера
Током каријере наступао је за бањалучки Борац, од 1978. до 1990. године. Играо је на позицији голмана. Са Борцем је освојио титулу у Првенству Југославије 1981. и Куп Југославије 1979. године. Почетком деведесетих је играо за неколико клубова у Француској. Након завршетка играчке каријере је радио као рукометни тренер.
Са рукометном репрезентацијом Југославије освојио је сребрну медаљу на Светском првенству у рукомету 1982. године у Западној Немачкој. Био је члан југословенске репрезентације која је освојила бронзу на Олимпијади 1988. у Сеулу. Наступио је на Светском првенству 1990. на којем је Југославија освојила четврто место, изгубивши сусрет за бронзу од Румуније. Одиграо је 29 утакмица у дресу за државним грбом.

## Успеси
Југославија
- медаље
- бронза Олимпијске игре 1988. Сеул.
- сребро Светско првенство 1982. Западна Немачка.

Борац Бања Лука
- Првенство Југославије 1981.
- Куп Југославије 1979.